# فمینیسم در اندونزی

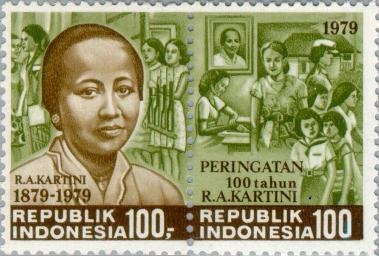
تمبر ۱۹۷۹ اندونزی، به مناسبت صدمین سالگرد تولد رادن کارتینی، یک فعال برجسته حقوق زنان اندونزیایی.

فمینیسم در اندونزی به تاریخچه طولانی مبارزه برای برابری جنسیتی اشاره دارد که هدف آن ایجاد تغییرات اجتماعی مثبت در اندونزی بوده است. مسائلی که اکنون زنان در اندونزی با آن مواجه هستند شامل خشونت جنسیتی، ازدواج‌های زیر سن قانونی و کمبود حضور نمایندگان زنان در سیستم سیاسی است. جنبش فمینیسم و حقوق زنان در دوره استعمار اندونزی تحت حاکمیت هلند آغاز شد و توسط یکی از قهرمانان ملی اندونزی، کارتینی، یک اشراف‌زاده جاوه‌ای که برای آموزش همه زنان و دختران بدون توجه به جایگاه اجتماعی مبارزه می‌کرد، رهبری شد. در اوایل قرن نوزدهم، سازمان‌ها و جنبش‌های حقوق زنان تحت حمایت «بودی اوتومو»، اولین سازمان ملی‌گرای اندونزی، اجازه توسعه یافتند. فمینیسم مدرن در اندونزی شامل سازمان‌های زنان اسلامی پیشرو بوده و تحت تأثیر آن‌ها قرار دارد.
بر اساس شاخص شکاف جنسیتی سال ۲۰۲۰ که توسط مجمع جهانی اقتصاد اندازه‌گیری شده است، اندونزی در رتبه ۸۵ برابری جنسیتی قرار دارد.

## تاریخچه

### فمینیست‌های اولیه
اولین سوابق دفاع از حقوق زنان در قرن نوزدهم با رهبری کارتینی از جپارا و دِوی سارتیکا رخ داد که هر دو برای آموزش دختران مبارزه کردند و مدارسی در جوامع خود تأسیس کردند. این پیشگامان جنبش زنان اندونزی از حقوق زنان و آموزش برای زنان و دختران دفاع کردند.

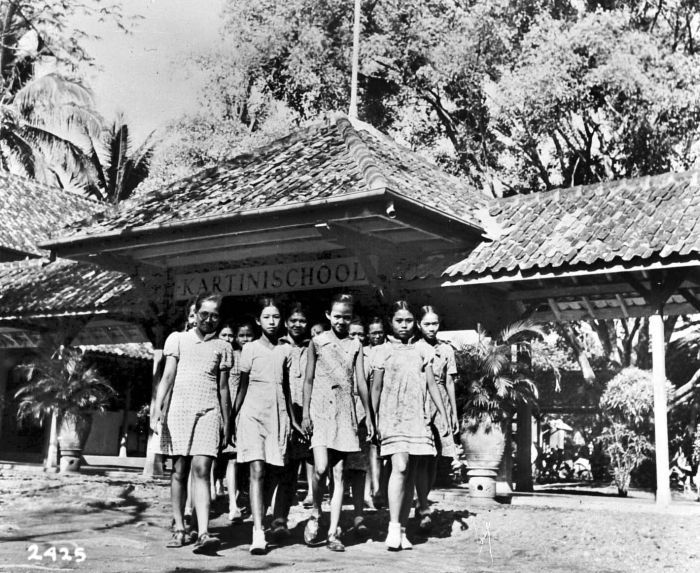
مدرسه کارتینی در جاکارتا در اوایل قرن بیستم

#### رادن آجنگ کارتینی
کارتینی یا رادن آجنگ کارتینی، یک اشراف‌زاده جاوه‌ای بود که توانست در مدرسه استعماری هلند تحصیل کند و این امر چشم او را به ایده‌های غربی باز کرد. پس از رسیدن به بزرگسالی، سنت جاوه‌ای ایجاب می‌کرد که کارتینی به‌عنوان یک بانوی اشرافی جوان، زندگی‌ای در انزوای جنسیتی داشته باشد. در این دوره، کارتینی نامه‌هایی به همکلاسی‌های هلندی خود نوشت و در آن‌ها نابرابری جنسیتی‌ای را که توسط سنت‌های جاوه‌ای تقویت می‌شد، از جمله ازدواج‌های اجباری در سنین پایین و محرومیت زنان از آموزش، افشا کرد. با کمک دولت هلند، کارتینی اولین دبستان اندونزیایی را برای دختران افتتاح کرد که به همه دختران اندونزیایی بدون توجه به جایگاه اجتماعی‌شان اجازه تحصیل می‌داد. پس از مرگ او در سال ۱۹۰۴، نامه‌هایش منتشر شد و به نمادی برای جنبش حقوق زنان در اندونزی تبدیل شد و به پیشرفت آرمان رهایی زنان کمک کرد. اکنون اول آوریل هر سال به‌عنوان روز کارتینی برای گرامیداشت تولد او به‌عنوان یک قهرمان ملی جشن گرفته می‌شود.

### دِوی سارتیکا

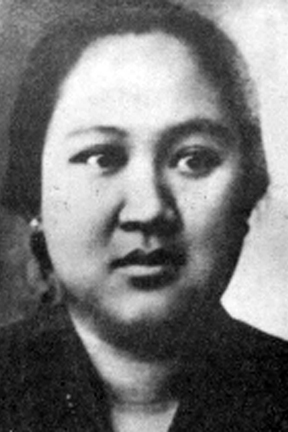
دیوی سرتیکا (۴ دسامبر ۱۸۸۴–۱۱ سپتامبر ۱۹۴۷)

دِوی سارتیکا یکی دیگر از فعالان برجسته حقوق زنان و پیشگام آموزش زنان در اندونزی بود. او آموزش را در خانه مادرش در باندونگ آغاز کرد و به دانش‌آموزان بافتن، آشپزی، خیاطی، خواندن و نوشتن آموخت. در سال ۱۹۰۴، سارتیکا اولین مدرسه برای زنان را با نام «سکولاه ایستری» در باندونگ تأسیس کرد. سارتیکا در سال ۱۹۶۶ به‌عنوان قهرمان ملی اندونزی توسط دولت مورد تجلیل قرار گرفت.

### جنبش‌های حقوق زنان در اندونزی استعماری
در اندونزی استعماری، مشارکت زنان در حوزه سیاسی از فعالیت‌های مختلط جنسیتی سرچشمه می‌گرفت. زنانی که موفق به تحصیل در مقاطع ابتدایی، راهنمایی و دبیرستان می‌شدند، در فعالیت‌های پیشاهنگی مانند «جونگ جاوا»، «جونگ سوماترا» و «جونگ آمبون» مشارکت می‌کردند. از اوایل قرن بیستم، زنان اندونزیایی در حوزه سیاسی، به‌ویژه در ارتباط با جنبش‌های استقلال و ملی‌گرایی، فعال‌تر شدند. یکی از برجسته‌ترین سازمان‌های ملی و اولین سازمان زنان ملی‌گرای اندونزی، «پوتری ماردیکا» (زنان مستقل) بود که در سال ۱۹۱۲ تأسیس شد و با «بودی اوتومو»، اولین جنبش ملی‌گرا، هم‌راستا بود. در سال ۱۹۲۰، «عایشیه»، شاخه زنان سازمان اسلامی «محمدیه»، در اندونزی تأسیس شد. زنان با مشارکت در «عهد کنگره جوانان» (سومپاه پمودا) که در ۲۸ اکتبر ۱۹۲۸ اعلام شد، در شکل‌گیری افکار و ایده‌های ملی‌گرایانه جوانان و استقلال اندونزی نقش داشتند. در همان سال، از ۲۲ تا ۲۵ دسامبر ۱۹۲۸، سازمان‌های زنان اندونزی اولین کنگره زنان را برگزار کردند. این رویداد با حضور ۱۰۰۰ شرکت‌کننده و ۳۰ سازمان زنان برگزار شد و در آن سه چالش اصلی زنان شناسایی شد: ازدواج، چندهمسری و کمبود دسترسی به آموزش. این کنگره به تشکیل یک فدراسیون ملی زنان منجر شد که تا سال ۱۹۴۲ ادامه داشت. سازمان‌های سکولار و انجمن‌های اسلامی در مورد چندهمسری اختلاف نظر داشتند؛ برخی خواستار ممنوعیت آن بودند و برخی دیگر از محکوم کردن آن خودداری کردند. کنگره‌های زنان بار دیگر در جاکارتا در سال ۱۹۳۵، باندونگ در سال ۱۹۳۹ و سمارانگ در سال ۱۹۴۱ برگزار شدند. در سومین کنگره زنان اندونزی در سال ۱۹۳۹، ۲۲ دسامبر به‌عنوان روز جنبش متحد زنان در اندونزی اعلام شد.

### استعمار ژاپن
در طول جنگ جهانی دوم، امپراتوری ژاپن از مارس ۱۹۴۲ تا پایان جنگ در سال ۱۹۴۵، اندونزی را اشغال کرد.دولت استعماری همه سازمان‌های زنان را متوقف و ممنوع کرد. «فوجینکای»، به معنای گروه زنان، توسط دولت ژاپن به‌عنوان تنها سازمان مجاز زنان تأسیس شد. فوجینکای در سراسر اندونزی، از جاوا، مادورا، کالیمانتان، سولاوسی، سوماترا و دیگر مناطق گسترش یافت. فعالیت‌های فوجینکای، به دستور دولت ژاپن، شامل آموزش سبک زندگی صرفه‌جویانه، کمک به دولت نظامی از طریق کارهای خانگی، سخنرانی‌ها و کارگاه‌هایی دربارهٔ سبک زندگی سالم و آگاهی از نقش زنان در زمان جنگ بود. اکثریت زنان این سازمان را رد کردند اما مجبور به مشارکت شدند.
همچنین زنان اندونزیایی به‌عنوان «جوگون لانفو»، به معنای زنان تسلی‌بخش، به منظور رفع نیاز جنسی پرسنل نظامی و افسران غیرنظامی ژاپنی در طول استعمار ژاپن مجبور به فعالیت شدند. این زنان در این دوره به بردگی جنسی کشانده شدند. بر اساس گزارش انجمن سابق هیهو، حدود ۲۲٬۰۰۰ جوگون لانفو در اندونزی وجود داشت.
ژاپن در سال ۱۹۴۵ در جنگ جهانی دوم شکست خورد و ملی‌گرایان استقلال اندونزی را اعلام کردند. پس از شکست امپراتوری ژاپن، فوجینکای منحل شد و جای خود را به یک سازمان زنان ملی‌گرا به نام «پرستوان وانیتا اندونزی» داد.

## فمینیسم قرن بیست و یکم
فمینیسم امروزی در اندونزی با جنبش برای نمایندگی برابر در حوزه سیاسی، لغو ازدواج کودکان، پایان دادن به خشونت مبتنی بر جنسیت و دیگر مسائل برابری مشخص می‌شود. با ظهور گروه‌های محافظه‌کار اسلامی، بسیاری از منتقدان استدلال می‌کنند که فمینیسم با اسلام و بنابراین با اندونزی سازگار نیست.این منتقدان ادعا می‌کنند که فمینیسم حامی ایدئولوژی غربی و پذیرش فرهنگ‌های غربی است. فعالان جوان و فمینیست‌ها از این کلیشه‌ها فاصله گرفته و ادعا می‌کنند که فمینیسم با جامعه اندونزی سازگار است.

### راهپیمایی زنان جاکارتا
اولین راهپیمایی زنان جاکارتا در ۴ مارس ۲۰۱۷ به مناسبت روز جهانی زن در ۸ مارس و جنبش راهپیمایی زنان در ایالات متحده برگزار شد. این راهپیمایی در مقابل کاخ دولتی برگزار شد و سازمان‌دهندگان این رویداد هشت مطالبه را به دولت ارائه کردند که شامل پیگیری حقوق سلامت برای زنان، حذف خشونت علیه زنان، حفاظت از محیط زیست و کارگران زن، بهبود نمایندگی زنان در صحنه سیاسی و حذف تبعیض و خشونت علیه جامعه ال‌جی‌بی‌تی بود. راهپیمایی زنان ۲۰۱۷ توسط ۳۳ سازمان مختلف حمایت شد.
.
در سال ۲۰۲۰، ائتلاف حامی راهپیمایی زنان به بیش از ۶۰ سازمان حقوق مدنی تحت عنوان «گراک پرمپوان» (اتحاد جنبش زنان علیه خشونت) گسترش یافت. این راهپیمایی در همان زمان سال مانند رویداد اول و به مناسبت روز جهانی زن برگزار شد. معترضان به خیابان‌ها آمدند تا از دولت بخواهند به خشونت سیستماتیک علیه زنان پایان دهد و لایحه حذف خشونت جنسی را تصویب کند. مطالبات این ائتلاف شامل ایجاد سیستمی از قوانین برای حفاظت از زنان و لغو مقررات تبعیض‌آمیز بود.

### لایحه حذف خشونت جنسی
قانون کیفری اندونزی (KUHP) در حال حاضر تعریف خشونت جنسی را به رسمیت نمی‌شناسد و تجاوز را صرفاً به‌عنوان نفوذ اجباری آلت تناسلی مردانه به واژن تعریف می‌کند. این قانون دیگر اشکال خشونت جنسی از جمله آزار جنسی را به رسمیت نمی‌شناسد. لایحه حذف خشونت جنسی ۹ نوع خشونت جنسی را شناسایی می‌کند، از جمله: آزار جنسی کلامی، بهره‌کشی جنسی، استفاده اجباری از وسایل پیشگیری از بارداری، تجاوز، ازدواج اجباری، سقط اجباری، فحشای اجباری، بردگی جنسی و شکنجه با سوءاستفاده جنسی. این لایحه همچنین تضمین می‌کند که قربانیان خشونت جنسی غرامت‌هایی از جمله درمان جسمی و روانی یا جبران خسارت دریافت کنند.
لایحه RUU PKS در سال ۲۰۱۶ پس از تجاوز گروهی و قتل یک دختر ۱۴ ساله در بنگکولو، اندونزی معرفی شد. این حادثه خشم عمومی ملی را به دلیل وحشیگری حمله برانگیخت. کمیسیون ملی خشونت علیه زنان (کومناس پرمپوان)، در میان دیگر گروه‌های حقوق زنان، برای این لایحه فشار آوردند و فوریت حفاظت از زنان و کودکان در برابر حملات جنسی و فراهم کردن مبنای قانونی برای قربانیان خشونت جنسی را ذکر کردند. از سوی دیگر، چندین حزب سیاسی مبتنی بر اسلام محافظه‌کار معتقدند که این لایحه حامی زنا و وجود افراد دارای هویت ال‌جی‌بی‌تی‌کیو+ است. اگرچه این لایحه در سال ۲۰۱۶ معرفی شد، مجلس نمایندگان اندونزی از آن زمان آن را متوقف کرده است. در ژوئیه ۲۰۲۰، مجلس نمایندگان رسماً این لایحه را از اولویت‌های قانون‌گذاری حذف کرد و با اشاره به دشواری در بررسی آن، عملاً این لایحه را برای یک سال دیگر متوقف کرد. این لایحه در نهایت در ۱۲ آوریل ۲۰۲۲ توسط شورای نمایندگان مردم به‌عنوان قانون جرایم خشونت جنسی تصویب شد و در ۹ مه ۲۰۲۲ توسط جوکو ویدودو امضا شد.

### جنبش ضد فمینیستی
در سال ۲۰۱۹، یک گروه ضد فمینیستی اندونزیایی به نام «اندونزی تانپا فمینیست» یا «اندونزی بدون فمینیسم»، کمپین رسانه‌ای اجتماعی را در میان بحث بر سر یک قانون پیشنهادی بحث‌برانگیز دربارهٔ خشونت جنسی راه‌اندازی کرد. صفحه اینستاگرام این گروه پیام روشنی دارد که می‌گوید: «بدن من مال من نیست؛ اندونزی به فمینیسم نیاز ندارد.» آن‌ها به‌عنوان بخشی از فعالیت ضد فمینیستی خود، عکس‌هایی از زنانی منتشر کردند که تابلوهایی با نوشته‌هایی مانند #حذف_فمینیسم، #اندونزی_تانپا_فمینیست یا «اندونزی به فمینیسم نیاز ندارد!» در دست دارند. حساب اینستاگرام آن‌ها پیش از حذف شدن، بیش از ۴۰۰۰ دنبال‌کننده داشت. طبق گزارش جاکارتا پست، «اندونزی تانپا فمینیست» فمینیسم را به‌عنوان یک ایده غربی که با ارزش‌های اسلامی ناسازگار است، معرفی کرد. عبارت «بدن من مال من نیست» اشاره به باور این گروه دارد که در اسلام، خدا کنترل کامل بدن آن‌ها را دارد.

## معضلات

### خشونت جنسیتی
خشونت علیه زنان در اندونزی یک مسئله بزرگ است که زنان علیه آن مبارزه می‌کنند. در سال ۲۰۱۹، کمیسیون ملی خشونت علیه زنان (کومناس پرمپوان) گزارش داد که در مجموع ۴۰۶٬۱۷۸ مورد خشونت علیه زنان ثبت شده است که نسبت به سال قبل ۱۴ درصد افزایش داشته است. این گزارش در ادامه اشاره می‌کند که خشونت زناشویی (بین زن و شوهر) بالاترین درصد موارد خشونت علیه زنان را تشکیل می‌دهد، در حالی که خشونت در روابط عاشقانه جایگاه دوم را دارد. با این حال، اکثریت موارد تجاوز جنسی و خشونت جنسی گزارش نمی‌شوند، به طوری که بیش از ۹۰ درصد موارد تجاوز در اندونزی به دلیل ترس از سرزنش قربانی گزارش نمی‌شوند.

### کودک‌همسری و ازدواج‌های اجباری
در اندونزی، از هر ۹ زن متأهل، یک نفر در کودکی ازدواج کرده است که این کشور را در رتبه هشتم بالاترین تعداد کودک‌همسری قرار می‌دهد. طبق گزارش یونیسف در سال ۲۰۱۷، ۱۴ درصد از زنان متأهلی که تا ۱۸ سالگی ازدواج کرده‌اند و ۱ درصد از زنانی که قبل از ۱۵ سالگی ازدواج کرده‌اند، وجود دارند. قانون ازدواج سال ۱۹۷۴ سن قانونی ازدواج بدون رضایت والدین را در اندونزی ۲۱ سال تعیین کرده است، اما دختران از ۱۶ سالگی با رضایت والدین می‌توانند ازدواج کنند. از سپتامبر ۲۰۱۹، اصلاحیه‌ای در قانون ازدواج ملی (۱۹۷۴) انجام شد تا سن ازدواج برای دختران با رضایت والدین به ۱۹ سال افزایش یابد.
ازدواج کودکان در اندونزی توسط عوامل متعددی از جمله نابرابری جنسیتی هدایت می‌شود. عوامل دیگر شامل موارد زیر است:
- سطح تحصیلات: نرخ ازدواج کودکان برای دخترانی که در خانواده‌های تحصیل‌کرده زندگی می‌کنند کاهش می‌یابد. مطالعات نشان می‌دهد که مشارکت در آموزش و ادامه تحصیلات عالی احتمال ازدواج کودکان را کاهش می‌دهد.
- فقر: دختران از خانواده‌های فقیر بیش از دو برابر احتمال ازدواج دارند نسبت به دخترانی با سطح بالای اقتصادی.
- هنجارهای جنسیتی: در خانوارهایی با سنت ازدواج زیر سن قانونی، زنان مجرد در ۱۸ سالگی یا بیشتر به‌عنوان دخترانی غیرجذاب تلقی می‌شوند.
- رسوم خانوادگی: برای خانواده‌های فقیر، ازدواج‌های زیر سن به‌عنوان راهی برای خروج از فقر خانواده‌ها دیده می‌شود.

### نقش سیاسی زنان
اگرچه اندونزی در سال ۱۹۴۵ به استقلال رسید، اما جزو کشورهایی است که یک زن به‌عنوان رئیس‌جمهور آن خدمت کرده است.مگاواتی سوکارنوپوتری از سال ۲۰۰۱ تا ۲۰۰۴ به‌عنوان اولین رئیس‌جمهور زن اندونزی و پنجمین فرد در این پست خدمت کرد.
از انتخابات سال ۲۰۰۴، قانون انتخابات عمومی از احزاب سیاسی می‌خواهد که حداقل ۳۰ درصد از نامزدهای خود برای مجلس نمایندگان و شوراهای قانون‌گذاری محلی را از زنان انتخاب کنند. در انتخابات عمومی اندونزی در سال ۲۰۱۹، نامزدهای زن ۲۰٫۷ درصد از ۵۷۵ کرسی قانون‌گذاری ملی و ۳۰ درصد از ۱۳۶ کرسی مجمع نمایندگان منطقه‌ای را به دست آوردند. با این حال، زنان در اندونزی تقریباً نیمی از جمعیت ۲۶۷٬۰۲۶٬۳۶۶ نفری این کشور را تشکیل می‌دهند و همچنان در دولت در اقلیت هستند. برای مبارزه با کمبود نمایندگی و توانمندسازی زنان، برنامه توسعه سازمان ملل متحد (UNDP) پروژه «تقویت مشارکت و نمایندگی زنان در اندونزی» (SWARGA) را ایجاد کرد. این پروژه که از سال ۲۰۱۱ تا ۲۰۱۵ اجرا شد و توسط سفارت نروژ تأمین مالی شد، با هدف تقویت مهارت‌ها و دانش زنان در سیاست بود.